# Lucas David
Pour les articles homonymes, voir David.
Lucas David (en polonais : Łukasz Dawid), né à Allenstein en 1503, mort à Königsberg en avril 1583, est un historien d'expression allemande, auteur des Preußische Chronik.

## Biographie
David naît à Allenstein (aujourd'hui, Olsztyn, Pologne). Il étudie à l'université de Leipzig, où il obtient le titre de magister. Bien qu'il se soit converti au protestantisme, il devient chancelier de l'évêque Tiedemann Giese entre 1540 et 1549. Après que Giese ait été promu prince-évêque de Warmie, David rejoint la cour ducale d'Albert de Prusse, à Königsberg, où il prête serment le serment le 26 mars 1550.
Albert charge David d'écrire une histoire de la Prusse. Mais celui-ci ne peut écrire qu'une histoire récente avant la mort d'Albert. Le fils d'Albert, Albert Frédéric, charge David de compiler une histoire de la Prusse. David débute alors l'écriture de sa Chronique prussienne. David utilise une grande partie du travail de Simon Grunau, dont il corrige certaines erreurs.
David épouse une riche veuve à Leipzig. Pour les étudiants pauvres d'Allenstein, sa ville natale, il obtient des bourses à l'université de Leipzig.
David meurt en 1583, à Königsberg, avant d'avoir achevé sa Chronique. Celle-ci finit avec les événements précédents la bataille dite de Grunwald, ou de Tannenberg, de 1410. Certaines sources affirment qu'elle s'achevait en 1475.
Ses travaux étaient en grande partie inconnus de ses contemporains et n'ont été redécouverts que vers 1720. Ils n'ont été publiés qu'entre 1812 et 1817, en huit volumes.